# Кудиново (Юхновский район)
Кудиново — деревня в Юхновском районе Калужской области России. Входит в состав сельского поселения «Село Щелканово».

## География
В 5 км от села Щелканово.

## Население
| 2002 | 2010 |
| ---- | ---- |
| 13   | ↘5   |

## История
Ранее входила в состав Мещовского уезда.
В деревне располагалась усадьба, известная с последней трети XVIII века, владельцем её был майор А. Н. Зыбин. В начале XIX века имение перешло к дворянам Леонтьевым, с 1820-х до 1874 хозяйка — гвардии прапорщица Ф. П. Леонтьева (в девичестве Карабанова). Усадьбу унаследовали её сын философ К. Н. Леонтьев (родившийся в Кудиново) и её родственница М. В. Леонтьева. С 1880-х годов владелецы — зажиточный крестьянин И. К. Климов и до революции 1917 года его наследники.
Главный дом усадьбы Леонтьевых был разобран ещё в 1860-х годах. На начало XXI века об усадьбе напоминает только находящийся в заросшем состоянии липовый парк регулярной планировки с прудом.